# イナ・ゴメス
イナ・ゴメス（Inna Gomes、1970年1月20日 - ）は、ロシアの女優。

## 出演作品
- トレジャー・オブ・レジェンド 〜ナチスの秘宝〜
- アルマズ・プロジェクト